# زیردریایی یو-۶۴۲
زیردریایی یو-۶۴۲ (به انگلیسی: German submarine U-642) یک زیردریایی است که طول آن ۶۷٫۱ متر (۲۲۰ فوت ۲ اینچ) می‌باشد. این زیردریایی در سال ۱۹۴۲ ساخته شد.